# Sheikh Abdul Qayum
Sheikh Abdul Qayum (Noakhali, 1º marzo 1960) è un islamista britannico.
Egli è un docente britannico di origine bengalese e il capo imam della Moschea di East London. Egli è un ʿulamāʾ ampiamente rispettato,
soprattutto perché è uno degli accamedici più conosciuti di tutta la Gran Bretagna.

## Biografia
Sheikh Abdul Qayum nacque in Bangladesh, e da giovane si trasferì in Arabia Saudita con la sua famiglia per studiare all'università.
Studiò l'arabo e la Shari'a presso il Collegio europeo di Studi Islamici in Francia e in Galles.
Ha anche trascorso un periodo di studio sotto gli insegnanti del Medio Oriente, tra di loro c'erano Shaykh Ahmad Hawwa in Giordania, con il quale ha studiato Shafi Fiqh, e Shaykh Munir al-Jawwad al-Tunisi in Siria, con il quale ha studiato la grammatica araba.
Quando si trasferí nel Regno Unito con la sua famiglia, divenne il khaṭīb della Moschea di East London.
Nel 2008 venne premiato da Stephen Richard House e divenne il patrono nel 2010.
Sheikh Abdul Qayum è un membro del Consiglio nazionale degli Imam e Rabbini, che sarebbe un consiglio operativo registrato della Joseph Interfaith Foundation.
Egli è anche uno dei firmatari della Dichiarazione di Istanbul, nella quale chiarisce le questioni di turismo dei trapianti, il traffico e la commercializzazione, fornisce orientamenti etici per la pratica di donazione e trapianto di organi..

## Qualificazioni
- MA Teaching Arabic to non‐Arabs, 1987, Imam Muhammad bin Saud Islamic University, Riyadh, KSA Dakhil, 1972, Bangladesh Madrasah Education Board, Dhaka
- BA (Hons) Arabic Language & Literature, 1984, Imam Muhammad bin Saud Islamic University, Riyadh, KSA
- Arabic Language Diploma, 1980, Imam Muhammad bin Saud Islamic University, Riyadh, KSA
- Intermediate 1978, SSc, DHSE Education Board Dhaka
- Kamil (muhaddith) 1978, Bangladesh Madrasah Education Board, Dhaka
- Fazil 1976, Bangladesh Madrasah Education Board, Dhaka
- Alim 1974, Bangladesh Madrasah Education Board, Dhaka[7]

## Vita privata
Al momento Sheikh Abdul Qayum risiede in Tower Hamlets, Londra, con sua moglie Sheikha Laila Begum, econ i suoi figli. Ora sta studiando ḥadīth e scienze islamiche con Sheikh Mohammad Akram Nadwi.